# Willi Schatz (chef décorateur)
Wilhelm « Willi » Schatz (né le 9 juillet 1903 à Saint-Pétersbourg, mort le 14 mars 1976 à Salzbourg) est un chef décorateur allemand.

## Biographie
Ce germano-balte grandit dans sa ville natale et à Riga puis entreprend des études d'architecture à Gdansk. Après avoir obtenu son diplôme d'ingénieur en 1927, Schatz se rend à Erfurt l'année suivante pour travailler comme architecte. De 1932 à 1934, Willi Schatz travaille pour un bureau d'architecte à Riga, et à partir de 1935, il est architecte indépendant. À ce titre, il conçoit, entre autres, des immeubles résidentiels, des villas, des bâtiments industriels et une usine de cellulose à Riga. Avec l'avancée de l'Armée rouge, Schatz s'enfuit à Vienne en 1944.
Dans l'Autriche qui se reconstruit, il crée de nombreux nouveaux cinémas à Linz, Salzbourg et Hallein, mais aussi des maisons privées et des maisons de campagne pour des célébrités autrichiennes du cinéma et de la scène (le réalisateur Géza von Cziffra, le directeur du Burgtheater Ernst Haeussermann, l'actrice Heidelinde Weis), ainsi qu'un centre de santé, un studio de cinéma, une piscine intérieure d'un hôtel, des villas et le restaurant Weisses Rössl près de Paris.
Le travail cinématographique de Schatz commence peu après 1945, quand, en plus de sa profession d'architecte, il travaille comme traducteur (pour le russe, l'anglais et le français) pour Wien-Film. Il apprend son métier de scénographe auprès de son confrère Robert Herlth, comme premier assistant ou second architecte dans les années 1946 à 1950 avec les chefs décorateurs viennois Werner Schlichting, Otto Niedermoser et Gustav Abel. Schatz fait ses débuts au cinéma en 1950 comme chef décorateur aux côtés de Herlth.
Par-dessus tout, Schatz préfère les conceptions en perspective raccourcies afin d'obtenir une profondeur d'espace optimale. Pour les films Le Tigre du Bengale, Le Tombeau hindou et Les Mystères d'Angkor, Schatz est autorisé à user des motifs exotiques de l'Extrême-Orient. Il est engagé comme deuxième architecte de grandes productions internationales réalisées en Europe centrale, comme Sissi face à son destin, pour lequel il conçoit les bâtiments des extérieurs de Salzbourg, dans le sud de lAllemagne et à Venise.
Au début des années 1960, Schatz conçoit des décors pour des coproductions européennes internationales, y compris des films réalisés à plusieurs reprises dans des ateliers parisiens. À la fin des années 1960, compte tenu du mauvais ordre dans les studios de cinéma, Schatz travaille plus souvent comme architecte indépendant, créant occasionnellement des décors pour des productions télévisuelles de films historiques ou d'adaptations d'opérette.

## Filmographie
- 1950 : Petite Maman
- 1951 : Dämonische Liebe
- 1952 : L'Auberge du Cheval-Blanc
- 1953 : Le Gueux immortel (de)
- 1954 : Ma chanson te suivra (de)
- 1954 : Marianne
- 1955 : Parole Heimat (de)
- 1956 : Rosmarie kommt aus Wildwest (de)
- 1956 : Liebe, Sommer und Musik (de)
- 1956 : Là-bas dans la bruyère (de)
- 1957 : Casino de Paris
- 1957 : Rarahu, fleur des îles
- 1958 : Le Médecin de Stalingrad
- 1958 : Heimatlos (de)
- 1958 : A Gift for Heidi
- 1959 : Der Haustyrann (de)
- 1959 : Le Tigre du Bengale
- 1959 : Le Tombeau hindou
- 1959 : Folies à Hambourg (de)
- 1959 : Traumrevue (de)
- 1960 : Les Mystères d'Angkor
- 1960 : L'Auberge du Cheval-Blanc
- 1961 : La Grande Roue
- 1962 : La Chambre ardente
- 1962 : Le Livre de San Michele
- 1963 : Elf Jahre und ein Tag
- 1964 : Vorsicht Mister Dodd (de)
- 1964 : Kein Ersatz für Perlen (TV)
- 1965 : La Case de l'oncle Tom
- 1966 : Der Mann, der sich Abel nannte (TV)
- 1966 : À belles dents
- 1966 : La Voleuse
- 1967 : Le Petit Suisse (de)
- 1972 : À la guerre comme à la guerre